# Plan F

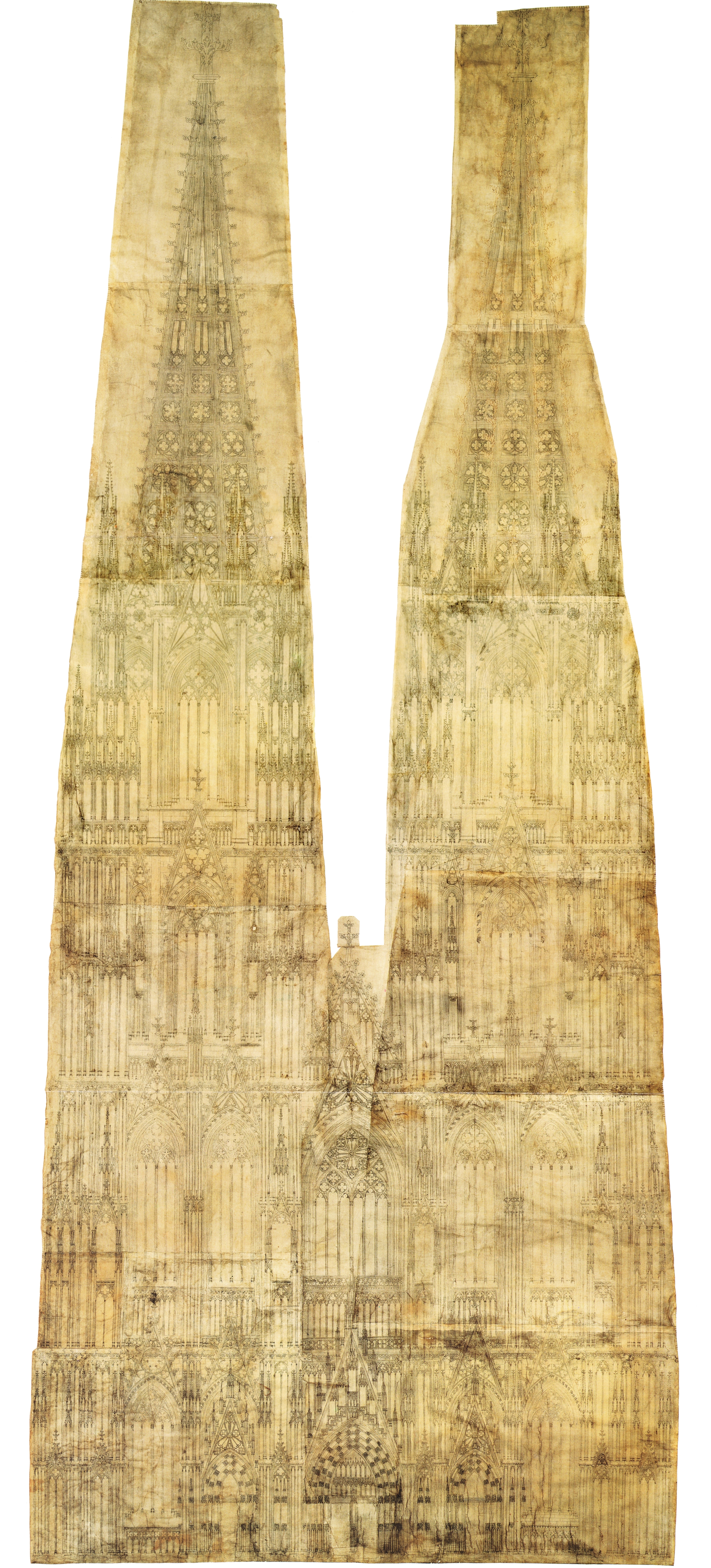
Plan F

Plan F lub Rysunek F (niem. Riß F) –  jeden z siedmiu zachowanych średniowiecznych rysunków projektowych katedry w Kolonii. Rysunek ten przedstawia projekt fasady katedry. Rysunek ten został wykonany u schyłku XIII stulecia, na 20 kawałkach pergaminu, które w nieznanym czasie zaginęły. Znaleziony został w dwóch częściach w 1814 i 1816 r. 
Budowę gotyckiej katedry w Kolonii rozpoczęto w 1248 roku z inicjatywy arcybiskupa Konrada von Hochstaden, w 1322 r. poświęcono chór. Ze względów finansowych w 2 poł. XV wieku tempo prac znacznie zmalało, ostatecznie w nieznanym dokładnie czasie budowę przerwano. W ówczesnej ikonografii utrwalił się obraz katedry charakteryzujący się dwudzielną kompozycją; którą tworzyło olbrzymie prezbiterium oraz wzniesiona do drugiej kondygnacji wieża południowa, na której znajdował się potężny dźwig-żuraw. 
W 1814 roku, w domu "Zur Traube" w Darmstadt (Hesja) Georg Moller znalazł część gotyckich planów, pośród nich znaleziono rysunek wieży północnej. Na drugą ich część w tym pozostałą część Planu F natrafił w 1816 w Paryżu Sulpiz Boisserée. Obok Josepha Görresa stał się głównym propagatorem idei ukończenia budowy katedry. Patronat nad pracami objął August Reichensperger, polityk, teoretyk sztuki, krzewiciel umocnienia katolicyzmu w Niemczech i odnowienia sztuki średniowiecznej. Znalezienie rysunków stanowiło cezurę w dziejach katedry kolońskiej, stanowiły klucz do wznowienia prac nad budową katedry, którą ostatecznie ukończono w 1880 roku.
Całkowita wysokość rysunku wynosi 4,05 m. Plan ten dokładnie uwzględnia strukturę elewacji frontowej, charakteryzującym się podziałem na pięć pionowych osi; środkową stanowi nawa główna. Rysunek uwzględnił jej elewację, których dominantami są monumentalny portal wejściowy, nad nim znalazło się wielkie okno zamknięte ostrołukiem, wyżej trójkątny szczyt. Po bokach wielkie wieże o czterech kondygnacjach. Podział na dwie osie pionowe każdej z wież sięga drugiej kondygnacji, wyżej wieże przybierają (niewidoczny na rysunku) rzut oktogonalny. Ostrosłupowe, ażurowe hełmy mają wysokość około 1/3 całkowitej wysokości wież. Rysunek odznacza się dokładnym opracowaniem, uwzględniono m.in. ostrołukowe okna wraz z wimpergami o niezwykle bogatej dekoracją maswerkowej, dekoracje okładzin ścian (laskowania z maswerkami), fiale i wieżyczki wieńczące przypory oraz akcentujące naroża wież. W przypadku trzech portali (w XIV w. zrealizowano jedynie portal wejścia do południowej nawy bocznej - Portal Świętego Piotra) uwzględniono konsole oraz baldachimy. Z największą precyzją opracowano detale architektoniczne, zaniechano natomiast zilustrowania jakichkolwiek figur, zarówno na portalach jak pozostałych miejscach fasady. Poza Portalem Świętego Piotra, którego bogata dekoracja rzeźbiarska (niektóre figury są eksponowane w skarbcu katedralnym oraz Muzeum Alexandra Schnütgena) tworzy bogaty program obrazowy, na podstawie zachowanego planu F niemożliwe było odtworzenie pierwotnych koncepcji; rzeźby zdobiące portal główny oraz północnej wieży wykonano wedle XIX-wiecznych pomysłów, choć ściśle nawiązujących do rzeźby średniowiecznej.    
Pozostałe sześć rysunków uwzględnia m.in. rzut wieży oraz fragmenty fasady oraz elewacji naw i transeptu.  
Plan F należy do cennych przykładów gotyckich rysunków architektonicznych, które zachowały się w niewielkiej ilości i związane są z wielkimi katedrami Niemiec oraz Francji, Austrii i Czech. Z Madernem Gerthenerem wiązane są rysunki przedstawiające dekorację maswerkową oraz projekt wieży kolegiaty Świętego Bartłomieja we Frankfurcie nad Menem, datowane na lata około 1415-1420. W zbiorach londyńskiego Muzeum Wiktorii i Alberta oraz Archiwum Miejskiego (Stadtarchiv) w Ulm znajdują się dwa rysunki wieży katedry w Ulm. Z katedrą w Strasburgu związane są trzy rysunki z około 1350-1365 r. oraz początku XV stulecia Starsze dwa rysunki przedstawiają fragment rzutu wieży oraz całość elewacji frontowej nawy głównej, gdzie uwzględniono nie tylko detale architektoniczne, lecz także dekorację rzeźbiarską, zwłaszcza w górnych partiach, ponad rozetą. Pierwotnie przewidywano tu wzniesienie wieży, o zmianach w realizacji poświadcza rysunek przedstawiający wieżę. Duży zespół rysunków zachował się w archiwum Akademii Sztuki w Wiedniu związanych z katedrą Świętego Szczepana oraz katedrą Świętego Wita w Pradze. Z główną świątynia Czech wiąże się zachowany we wspomnianym archiwum w Ulm rysunek ukazujący przyporę z klatką schodową.